# Кубок Испании по футболу 1952
Кубок Испании по футболу 1952 — 48-й розыгрыш Кубка Испании по футболу выиграл Барселона. Этот кубок стал одиннадцатым в истории команды. 
Соревнование прошло в период с 17 апреля по 25 мая 1952 года.

## Результаты матчей

### 1/4 финала
| Команда 1     | Итог | Команда 2       | 1-й матч | 2-й матч |
| ------------- | ---- | --------------- | -------- | -------- |
| Реал Мадрид   | 7:3  | Реал Овьедо     | 6:3      | 1:0      |
| Реал Сосьедад | 1:1  | Реал Вальядолид | 0:0      | 1:1      |
| Сарагоса      | 3:6  | Валенсия        | 1:3      | 2:3      |
| Малага        | 1:13 | Барселона       | 0:7      | 1:6      |

- Дополнительный матч

| Команда 1     | Счёт | Команда 2       |
| ------------- | ---- | --------------- |
| Реал Сосьедад | 1–2  | Реал Вальядолид |

### 1/2 финала
| Команда 1 | Итог | Команда 2       | 1-й матч | 2-й матч |
| --------- | ---- | --------------- | -------- | -------- |
| Валенсия  | 3:2  | Реал Мадрид     | 2:1      | 1:1      |
| Барселона | 6:3  | Реал Вальядолид | 5:0      | 1:3      |

### Финал
| 25 мая, 1952                                       | \| Барселона \| 4:2 (овертайм) \| Валенсия \| \| Басора 40′ · Вила 72′ · Кубала 96′ · Родригес 119′ \| Голы \| Баденес 1′, 28′ \| | Чамартин, Мадрид Зрителей: 80 000 |
| Барселона                                          | 4:2 (овертайм) | Валенсия                          |
| Басора 40′ · Вила 72′ · Кубала 96′ · Родригес 119′ | Голы | Баденес 1′, 28′                   |